# 海洋乡 (灵川县)
海洋乡，是中华人民共和国广西壮族自治区桂林市灵川县下辖的一个乡级行政区。 處於海洋山中，以擁有眾多的銀杏而出名，被譽為“中國銀杏第一鄉”。

## 行政区划
海洋乡下辖以下地区：
海洋社区、江尾村、国清村、海洋村、九连村、大庙塘村、水头村、尧乐村、大塘边村、新民村、小平乐村、滨洞村、思安头村和安泰村。

## 中国传统村落
2013年8月，大庙塘村委大桐湾被评为第二批中国传统村落。